# Isuzu Forward

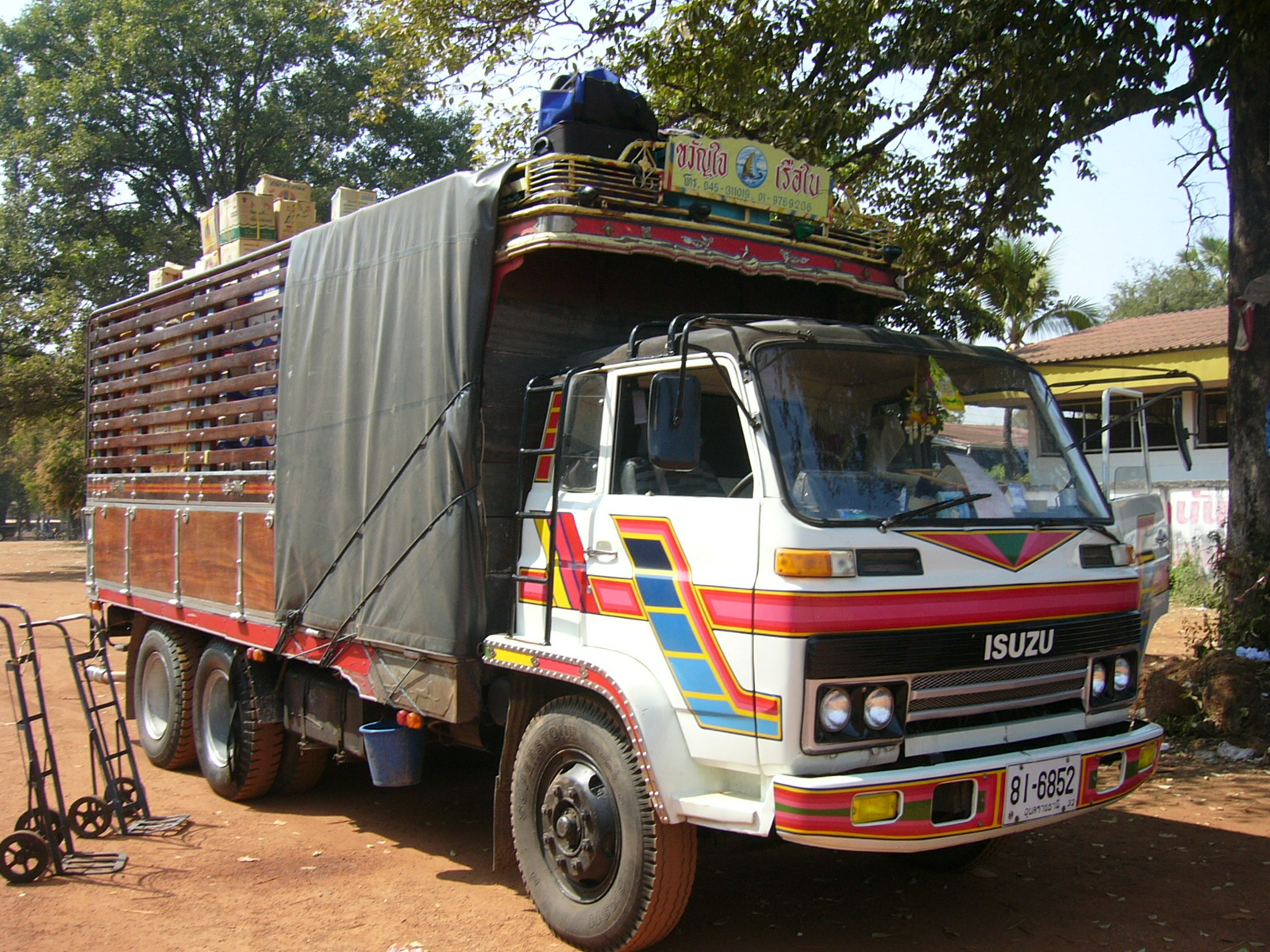
Isuzu F-серії 2 (1975—1985)

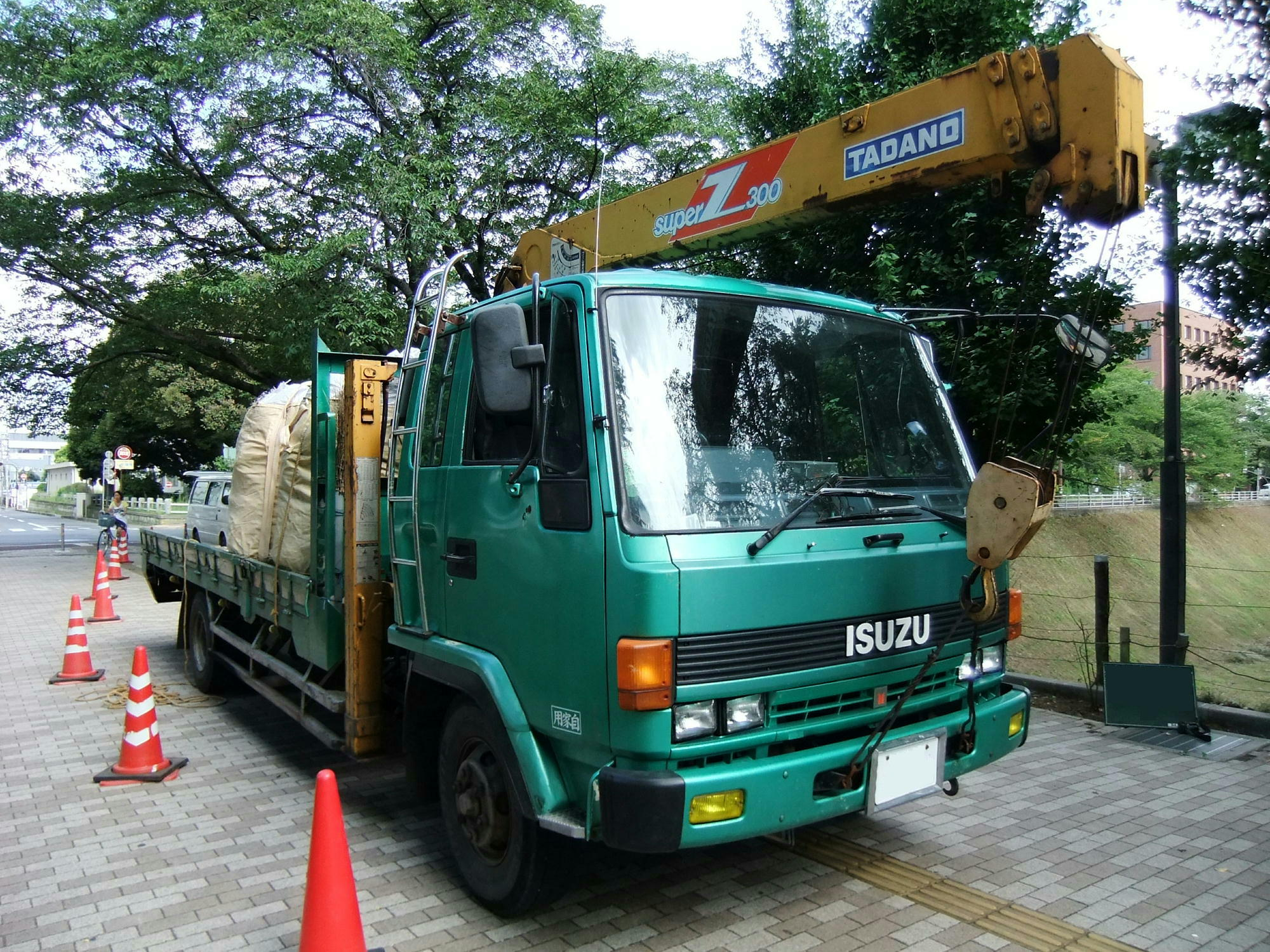
Isuzu F-серії 3 (1985—1995)

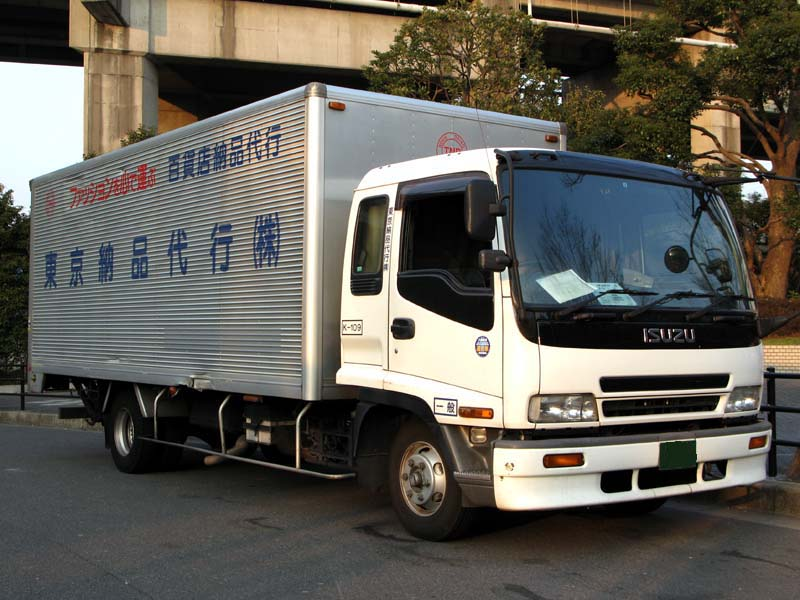
Isuzu F-серії 4 (1994—2007)

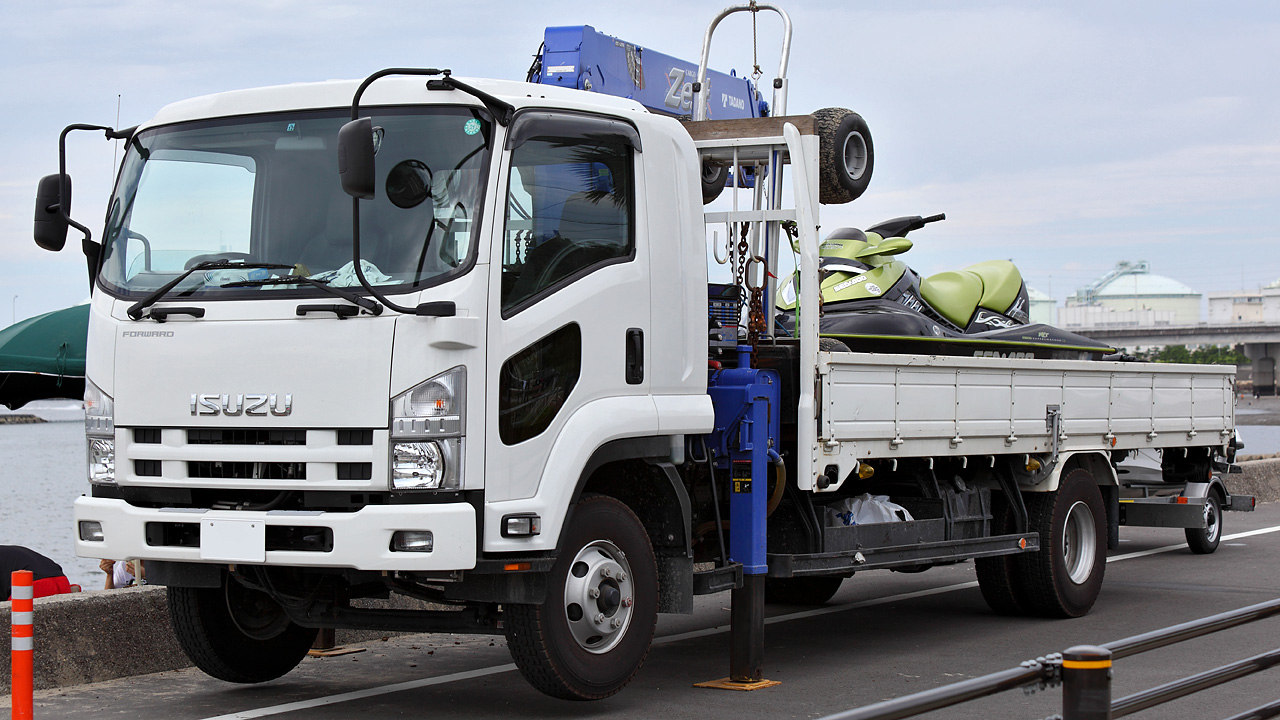
Isuzu FRR (з 2007)

Isuzu Forward / Isuzu F-Серії — це вантажні автомобілі середньої вантажопідйомності, що виробляються компанією Isuzu з 1970 року. В Японії основні конкуренти — Mitsubishi Fuso Fighter, Nissan Diesel/UD Trucks Condor і Hino Ranger.

## Модельний ряд

### Японія
- FRR
- FSR
- FTR
- FVR
- FVM
- FVZ
- FSS
- FTS

### Інші країни
- FRR
- FSR
- FTR
- FVR
- FSZ

### Зняті з виробництва
- FRD
- FSD
- FRS
- GSR
- JCS (для Індії)

### Isuzu FTS 34K

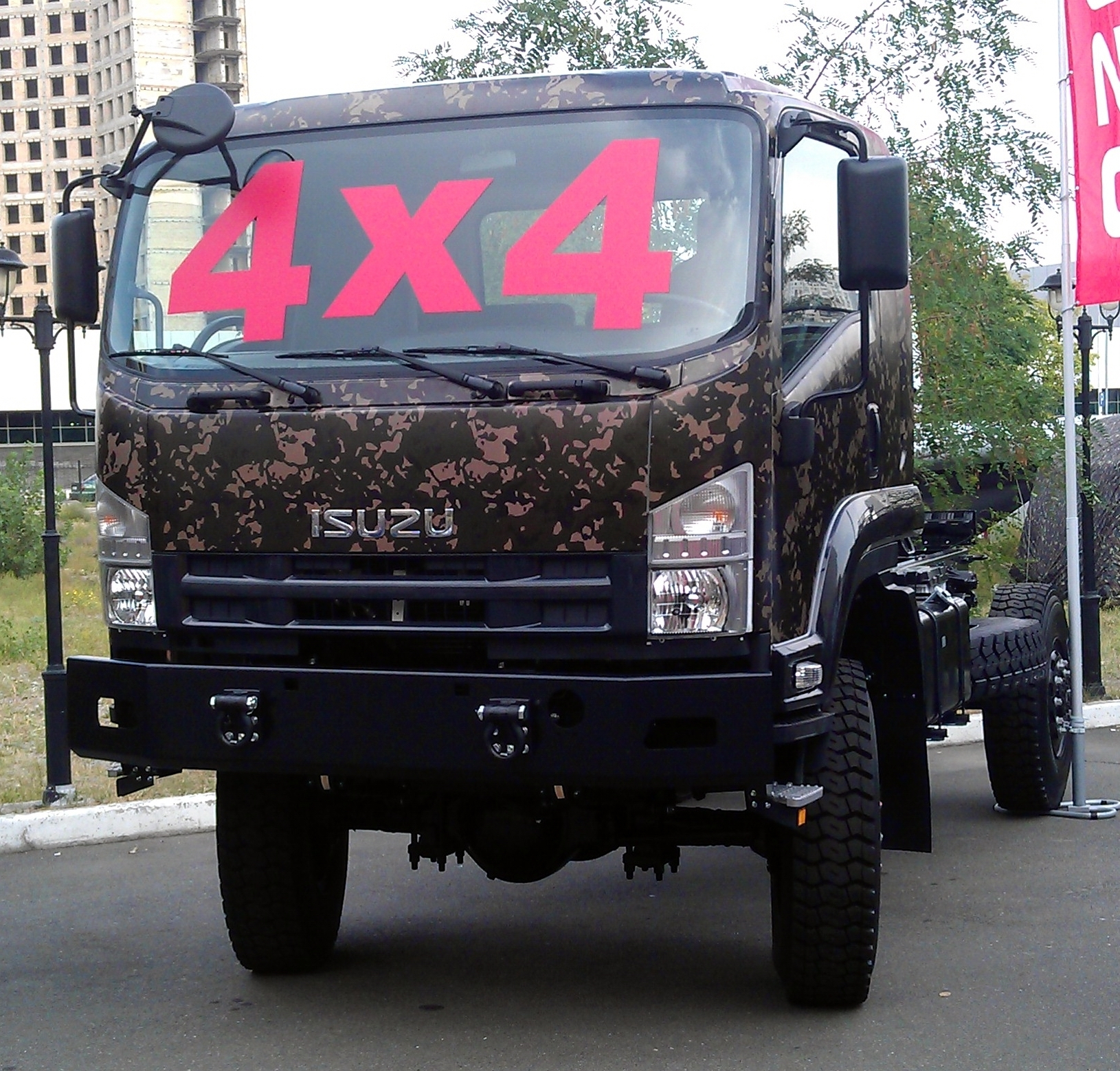
Isuzu FTS 34K

Isuzu FTS 34K — вантажівка із системою постійного повного приводу 4х4 зі зниженим рядом у трансмісії, дорожній просвіт 245 мм, позашляхові шини 12.00R20 (ззаду — односхилі). Довжина шасі — 6,65 м, ширина — 2,4 м, висота — 2,93 м. Колісна база дорівнює 4,1 м.
Вантажопідйомність машини — 6 950 кг, а повна маса — 12 200 кг. Автомобіль комплектується 7,8-літровим турбодизелем Євро-4 потужністю 240 к.с. (740 нм при 1450 об/хв). Коробка передач — механічна, 6-ступінчаста.

## Двигуни
- 6BB1
- 6BD1
- 6BD1T
- 6BG1
- 6BG1T
- 6HH1
- 6SD1
- 6HK1
- 4HK1
- 6NX1-TCS VGS Turbo